# Fuån

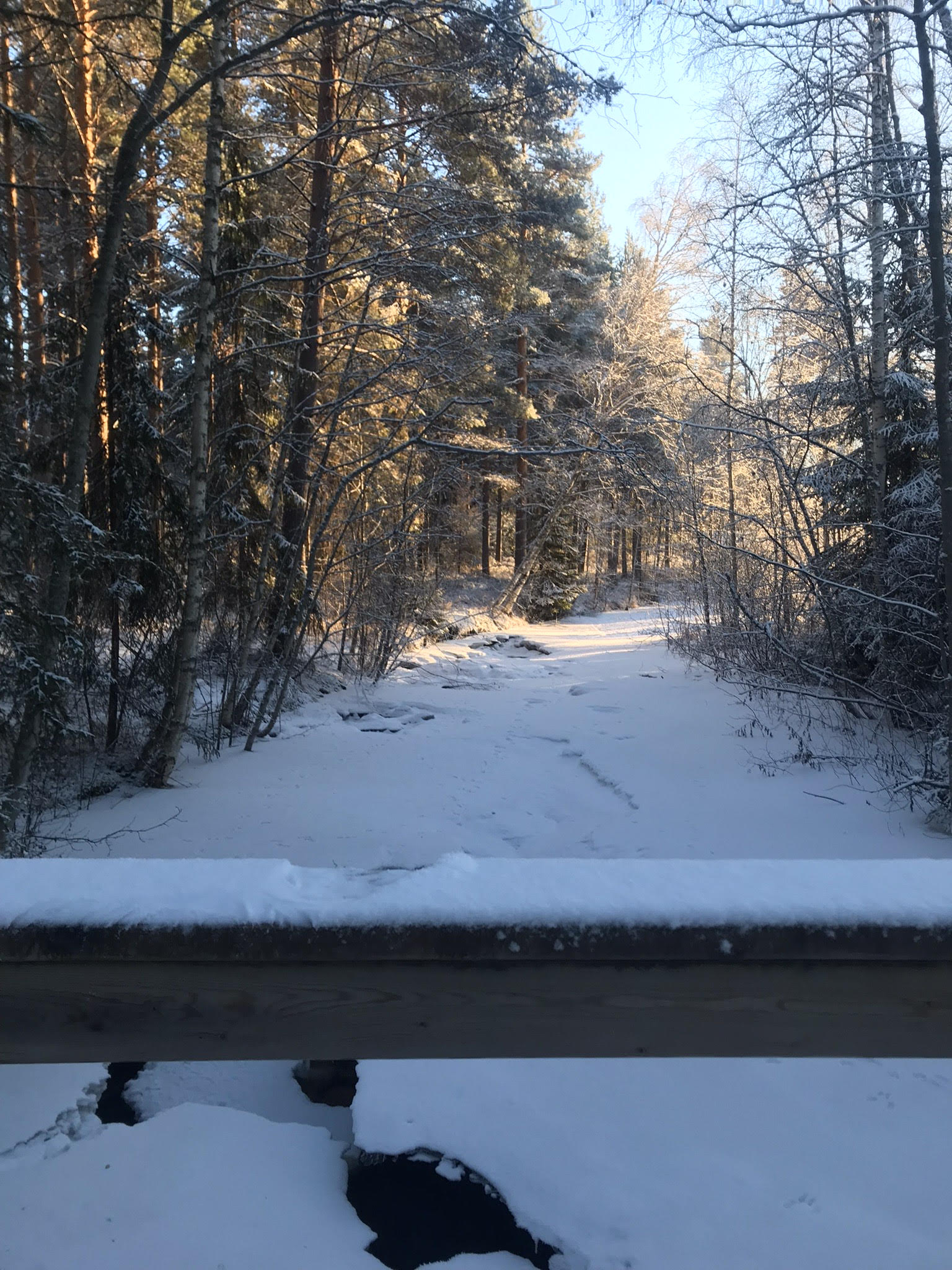
Fuån under vintern, sedd från en liten gångbro.

Fuån är en å i Mora och Orsa kommuner i mellersta Dalarna. Den är totalt ca 20 km lång. Den rinner upp i Orsa kommun, ca 5 km sydväst om Orsa, och strömmar söderut mot Siljan, där Fuån mynnar vid Fudal.

## Fiskebestånd
Fuåns fiskbestånd domineras av harr och stensimpa, men arter som stäm, gädda, abborre, mört, elritsa och öring förekommer.